# سد معبر
سد معبر عنوان فیلمی سینمایی است که به کارگردانی محسن قرایی، تهیه‌کنندگی بهمن کامیار و نویسندگی سعید روستایی در سال ۱۳۹۵ ساخته شد. این فیلم پس از فیلم خسته نباشید! دومین اثر این فیلمساز در مقام کارگردان بوده است. 
این فیلم در تاریخ ۶ دی ۱۳۹۶ در سینماهای ایران اکران شده‌است.

## خلاصهٔ داستان
قاسم کارمند اداره سد معبر شهرداری، در تلاش است وضعیتِ زندگیِ خود را بهبود ببخشد، اما در این راه با نرگس همسرش اختلافِ نظر دارد.

## بازیگران
| بازیگر           | نقش                               |
| ---------------- | --------------------------------- |
| حامد بهداد       | قاسم، مامور شهرداری               |
| باران کوثری      | نرگس، همسر قاسم                   |
| نادر فلاح        | رسول                              |
| محسن کیایی       | مهدی، دوست و همکار قاسم           |
| گیتی قاسمی       | راضیه، همسر رسول                  |
| نگار عابدی       | مونا، خواهر قاسم                  |
| علیرضا کمالی     | مرادی، همکار قاسم                 |
| بهرام سروری نژاد | علیرضا، همسر مونا، شوهرخواهر قاسم |

## جوایز
| بخش                        | نامزد           | نتیجه    | جایزه        |
| -------------------------- | --------------- | -------- | ------------ |
| بهترین بازیگر نقش مکمل مرد | نادر فلاح       | نامزدشده | سیمرغ بلورین |
| بهترین بازیگر نقش مکمل زن  | گیتی قاسمی      | نامزدشده | سیمرغ بلورین |
| بهترین فیلمنامه            | سعید روستایی    | نامزدشده | سیمرغ بلورین |
| بهترین تدوین               | سپیده عبدالوهاب | نامزدشده | سیمرغ بلورین |

### جوایز دیگر
| بخش                       | نامزد      | نتیجه | جشنواره                        |
| ------------------------- | ---------- | ----- | ------------------------------ |
| بهترین بازیگر نقش اول مرد | حامد بهداد | برنده | جشنواره گلدن گلوبال مالزی      |
| بهترین بازیگر نقش اول مرد | حامد بهداد | برنده | جشن انجمن منتقدان سینمای ایران |
| بهترین فیلم               | محسن قرایی | برنده | جشنواره فیلم پوسان             |

### بیستمین جشن سینمای ایران
| بخش                        | نامزد      | نتیجه    | جایزه         |
| -------------------------- | ---------- | -------- | ------------- |
| بهترین بازیگر نقش اول مرد  | حامد بهداد | برنده    | تندیس شایستگی |
| بهترین بازیگر نقش مکمل مرد | نادر فلاح  | نامزدشده | تندیس شایستگی |
| بهترین طراحی صحنه          | حجت اشتری  | برنده    | تندیس شایستگی |